# Зеллвегер, Рене
Рене́ Кэ́тлин Зеллве́гер (англ. Renée Kathleen Zellweger; род. 25 апреля 1969, Кэти, Техас, США) — американская актриса кино, телевидения и озвучивания, кинопродюсер. Лауреат двух премий «Оскар» (2004, 2020) и BAFTA (2004, 2020), четырёх премий «Золотой глобус» (2001, 2003, 2004, 2020), а также четырёх «Премий Гильдии киноактёров США» (2003 — дважды, 2004, 2020) и премии «Независимый дух» (2020). Обладательница звезды на голливудской «Аллее славы».

## Биография
Рене Зеллвегер родилась 25 апреля 1969 года в маленьком городке Кэти, пригороде Хьюстона, штат Техас, в семье Эмиля Эриха Цельвегера, швейцарского эмигранта, работавшего инженером-электриком, и Чельфрид Ирен Андреасен, норвежки с саамскими корнями по происхождению, медсестры-сиделки по профессии. У Рене Зеллвегер есть старший брат Дрю Зеллвегер, родившийся двумя годами раньше, работник в сфере маркетинга. Во время обучения в Katy High School Зеллвегер, занимавшаяся гимнастикой и участвовавшая в драматическом кружке, решила избрать для своего будущего актёрскую карьеру. Для этого она закончила актёрские курсы при Университете Техаса, Остин, а затем отправилась в Голливуд, где ей не удалось добиться успеха, и она вернулась в родной штат.

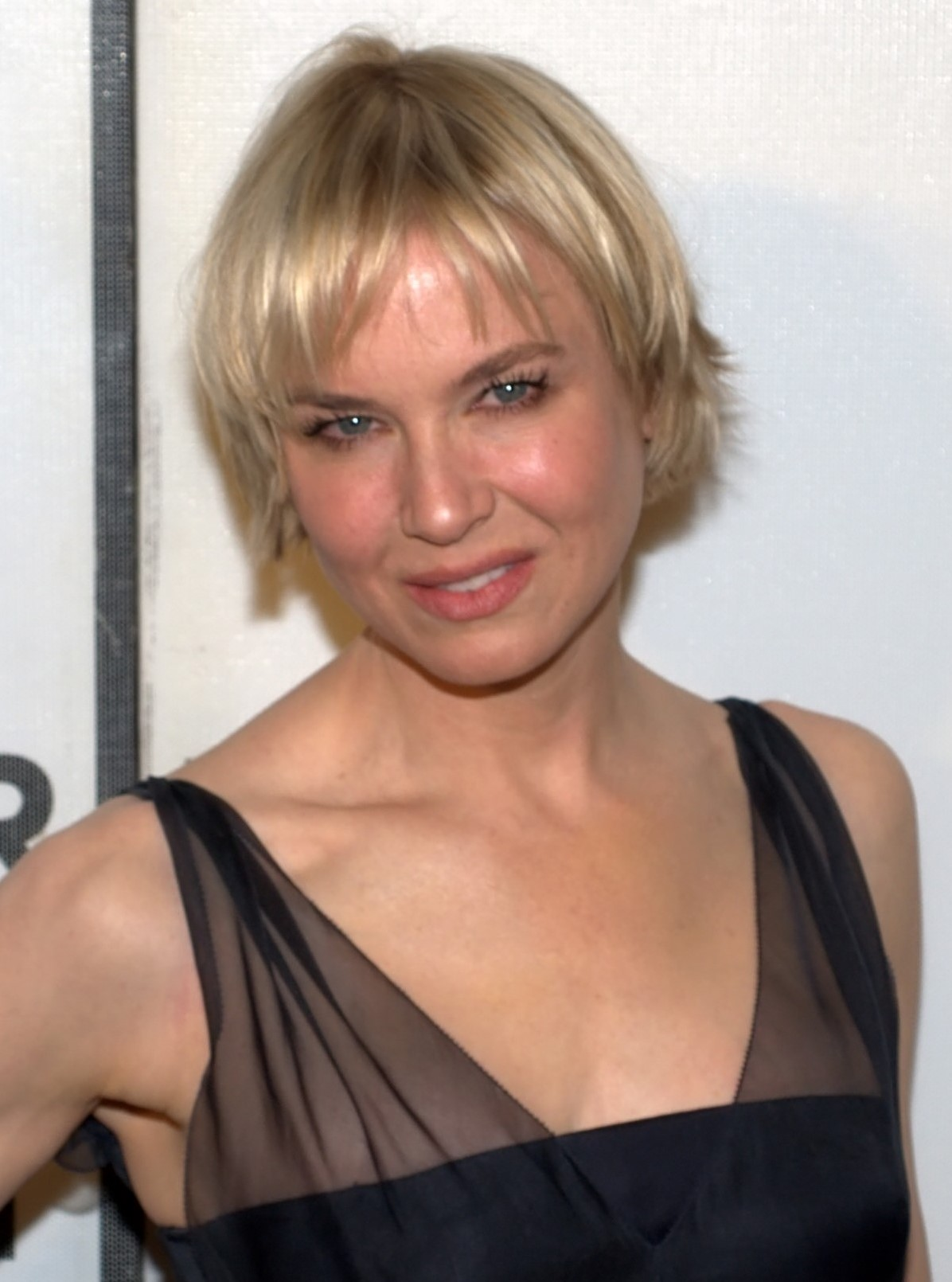
Зеллвегер на кинофестивале Трайбека в 2009 году

Зеллвегер ходила на все кинопробы, проходившие в Хьюстоне, и в конце концов заполучила второстепенные роли в фильмах «Реальность кусается» с Вайноной Райдер и «Empire Records», а также главную роль в обруганном критикой и фанатами «Техасская резня бензопилой 4: Новое поколение», сиквеле знаменитого фильма ужасов. На этом фильме Зеллвегер повстречалась с Мэттью Макконахи, который убедил её переехать в Лос-Анджелес и добиться там успешной кинокарьеры.
Ролью, после которой Зеллвегер была замечена как критиками, так и широкой публикой, стала роль подружки героя Тома Круза в фильме «Джерри Магуайер» (1996). На эту роль Зеллвегер была выбрана режиссёром фильма Кэмероном Кроу из десятка других, намного более популярных актрис, вроде Камерон Диас, Вайноны Райдер и Марисы Томей. За ролью Дороти Бойд в «Джерри Магуайере» последовало несколько запоминающихся ролей Зеллвегер, в том числе в драме «Истинные ценности», где она сыграла с Мерил Стрип, а также в успешной среди критиков криминальной комедии «Сестричка Бетти», где Зеллвегер сыграла потерявшую память официантку из Канзаса, помешанную на мыльных операх. Роль Бетти принесла актрисе победу в номинации «Лучшая актриса в комедии/мюзикле» на церемонии вручения премии «Золотой глобус» в 2001 году.
Выход в прокат экранизации книги Хелен Филдинг «Дневник Бриджит Джонс» и последовавший вслед за этим огромный зрительский и критический успех фильма ознаменовал собой начало нового этапа в карьере Зеллвегер. За роль полноватой, одинокой и неудачливой англичанки Бриджит Джонс она получила свою первую номинацию как лучшая актриса на премию «Оскар» и британскую премию BAFTA. Зеллвегер набрала 13 килограммов для роли, а потом их сбросила. Впоследствии актриса повторила этот шаг для сиквела фильма «Бриджит Джонс: Грани разумного» в 2004 году.
Затем Зеллвегер сыграла в экранизации популярного бродвейского мюзикла «Чикаго». Картина, вышедшая в конце 2002 года и получившая шквал лестных отзывов от критики, а также ставшая кассовым хитом (сборы в мире 306 млн долларов при бюджете в 45 млн) и лауреатом шести премий «Оскар», в том числе и как лучшая картина, принесла Зеллвегер вторую номинацию. За военную драму Энтони Мингеллы «Холодная гора» получила «Оскара» за лучшую женскую роль второго плана.
24 мая 2005 года на Аллее Славы в Голливуде появилась персональная «звезда» Рене Зеллвегер.

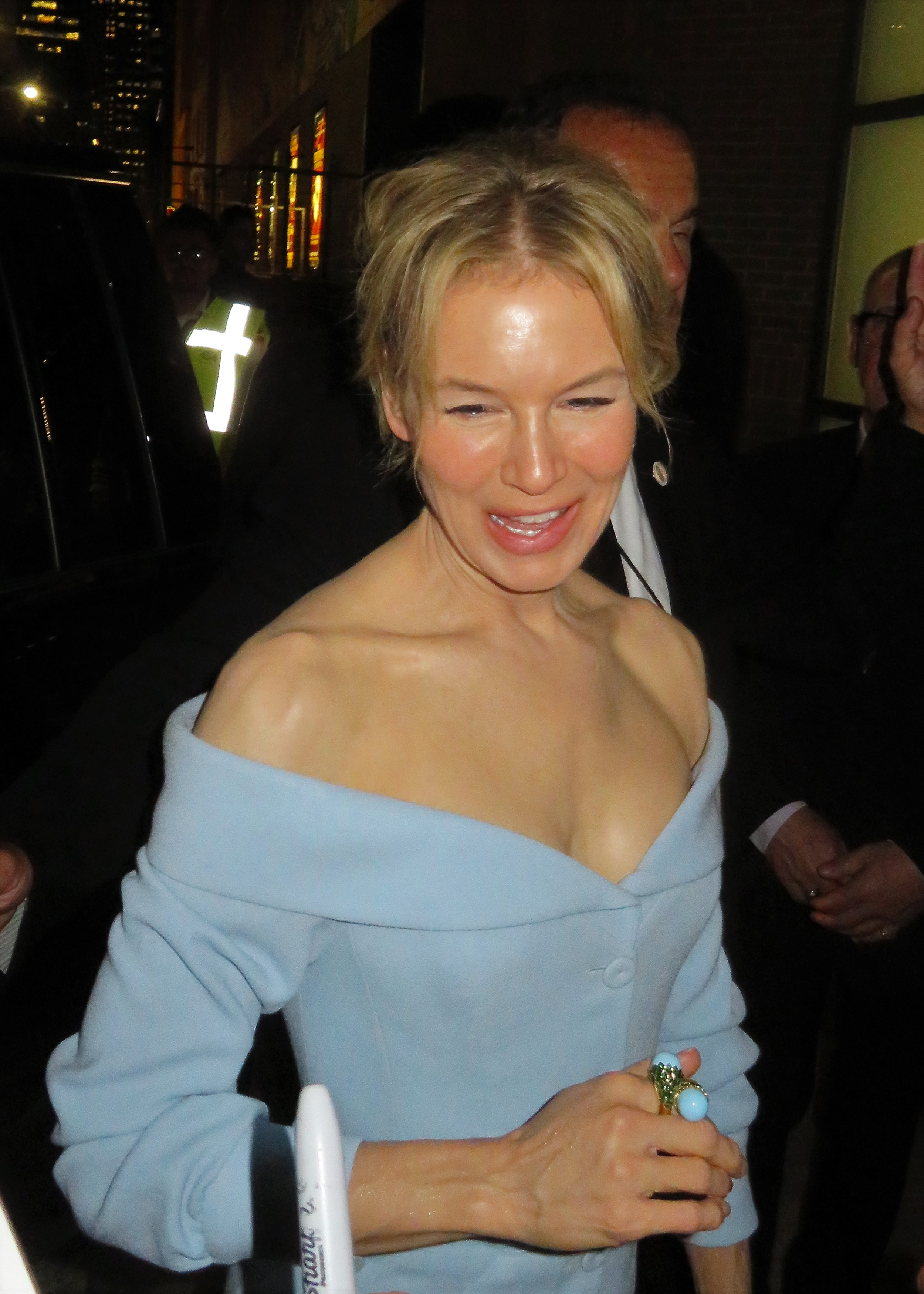
Зеллвегер на премьере фильма «Джуди» в 2019 году

В 2006 году вышла картина с участием Зеллвегер «Мисс Поттер». В ней она играет Беатрикс Поттер, известную детскую писательницу и иллюстратора. Осенью приступила к съёмкам триллера «Дело 39», где она сыграла социального работника, направленного на опеку подвергаемой насилию со стороны родителей девочки (Джодель Фёрланд).
После двенадцатилетнего перерыва Зеллвегер снова исполнила роль Бриджит Джонс в романтической комедии «Бриджит Джонс 3», третьей части франшизы. Фильм получил положительные отзывы критиков и собрал в мировом прокате 211,9 миллиона долларов США. В криминальной драме «Защитник» Зеллвегер сыграла роль Лоретты Ласситер, матери подростка, подозреваемого в убийстве отца. Премьера фильма состоялась 21 октября 2016 года и получила смешанные отзывы критиков.
Осенью 2019 года состоялась премьера биографического фильма режиссёра Руперта Гулда «Джуди», в котором Зеллвегер сыграла главную роль. Сценарий фильма был написан на основе пьесы Питера Куилтера «Конец радуги», посвящённой американской певице и актрисе Джуди Гарленд. Игра Зеллвегер получила положительные отзывы многих критиков и принесла ей множество наград и номинаций, в том числе второй «Оскар» за лучшую женскую роль, четвёртую в карьере статуэтку «Золотого глобуса» и вторую премию BAFTA как лучшей драматической актрисе.

## Личная жизнь
Зеллвегер была обручена с актёром Джимом Керри, а также встречалась с музыкантом Джеком Уайтом и актёром Брэдли Купером. В 2005 году она вышла замуж за музыканта Кенни Чесни, однако четыре месяца спустя их брак был аннулирован.
С 2012 года Зеллвегер состояла в отношениях с музыкантом Дойлом Брамхоллом II. Спустя семь лет пара рассталась.
Осенью 2021 года актриса начала встречаться с британским телеведущим Антом Энстидом. В июле 2023 года стало известно, что влюбленные помолвлены и решили пожениться.

## Фильмография

### Актриса
| Год  |    | Русское название                              | Оригинальное название                     | Роль           |
| ---- | -- | --------------------------------------------- | ----------------------------------------- | -------------- |
| 1993 | ф  | Любовь и 45-й калибр                          | Love and a .45                            | Старлин        |
| 1994 | ф  | Реальность кусается                           | Reality Bites                             | Тэми           |
| 1994 | ф  | Техасская резня бензопилой 4: Новое поколение | The Return of the Texas Chainsaw Massacre | Дженни         |
| 1995 | ф  | Магазин «Империя»                             | Empire Records                            | Джина          |
| 1996 | ф  | Весь огромный мир                             | The Whole Wide World                      | Новалин Прайс  |
| 1996 | ф  | Джерри Магуайер                               | Jerry Maguire                             | Дороти Бойд    |
| 1997 | ф  | Детектор лжи                                  | Deceiver                                  | Элизабет       |
| 1998 | ф  | Истинные ценности                             | One True Thing                            | Эллен Гулден   |
| 1999 | ф  | Холостяк                                      | The Bachelor                              | Энн Арден      |
| 2000 | ф  | Сестричка Бетти                               | Nurse Betty                               | Бетти Сайзмор  |
| 2000 | ф  | Я, снова я и Ирэн                             | Me, Myself & Irene                        | Ирен П. Уотерс |
| 2001 | ф  | Дневник Бриджит Джонс                         | Bridget Jones’s Diary                     | Бриджит Джонс  |
| 2002 | ф  | Белый олеандр                                 | White Oleander                            | Клэр Ричардс   |
| 2002 | ф  | Чикаго                                        | Chicago                                   | Рокси Харт     |
| 2003 | ф  | К чёрту любовь!                               | Down With Love                            | Барбара Новак  |
| 2003 | ф  | Холодная гора                                 | Cold Mountain                             | Руби Тьюс      |
| 2004 | мф | Подводная братва                              | Shark Tale                                | рыбка Энджи    |
| 2004 | ф  | Бриджит Джонс: Грани разумного                | Bridget Jones: The Edge of Reason         | Бриджит Джонс  |
| 2005 | ф  | Нокдаун                                       | Cinderella Man                            | Мэй Брэддок    |
| 2006 | ф  | Мисс Поттер                                   | Miss Potter                               | Беатрис Поттер |
| 2007 | мф | Би Муви: Медовый заговор                      | Bee Movie                                 | Ванесса Блюм   |
| 2008 | ф  | Аппалуза                                      | Appaloosa                                 | Эллисон Френч  |
| 2008 | ф  | Любовь вне правил                             | Leatherheads                              | Лекси Литтлтон |
| 2009 | ф  | Дело № 39                                     | Case 39                                   | Эмили Дженкинс |
| 2009 | ф  | Замёрзшая из Майами                           | New in town                               | Люси Хилл      |
| 2009 | ф  | Мой единственный                              | My One and Only                           | Анн Деверо     |
| 2009 | мф | Монстры против пришельцев                     | Monsters vs. Aliens                       | Кэти           |
| 2010 | ф  | Моя любовная песня                            | My Own Love Song                          | Джейн Уайет    |
| 2016 | ф  | Защитник                                      | The Whole Truth                           | Лоретта        |
| 2016 | ф  | Бриджит Джонс 3                               | Bridget Jones's Baby                      | Бриджит Джонс  |
| 2017 | ф  | Такой же другой, как и я                      | Same Kind of Different as Me              | Дебора Хелл    |
| 2019 | ф  | Джуди                                         | Judy                                      | Джуди Гарленд  |
| 2020 | с  | Что/если                                      | What/If                                   | Энн Монтгомери |
| 2022 | с  | Кое-что о Пэм                                 | The Thing About Pam                       | Пэм Хапп       |
| 2025 | ф  | Бриджит Джонс: Без ума от мальчишки           | Bridget Jones: Mad About the Boy          | Бриджит Джонс  |

### Продюсер
- 2006 — «Мисс Поттер» / Miss Potter
- 2008 — «Живое доказательство»

## Награды и номинации
Полный список наград и номинаций на сайте IMDb.
| Награды и номинации            | Награды и номинации | Награды и номинации                       | Награды и номинации            | Награды и номинации |
| Награда                        | Год                 | Категория                                 | Работа                         | Результат           |
| ------------------------------ | ------------------- | ----------------------------------------- | ------------------------------ | ------------------- |
| Оскар                          | 2002                | Лучшая женская роль                       | Дневник Бриджит Джонс          | Номинация           |
| Оскар                          | 2003                | Лучшая женская роль                       | Чикаго                         | Номинация           |
| Оскар                          | 2004                | Лучшая женская роль второго плана         | Холодная гора                  | Победа              |
| Оскар                          | 2020                | Лучшая женская роль                       | Джуди                          | Победа              |
| BAFTA                          | 2002                | Лучшая женская роль                       | Дневник Бриджит Джонс          | Номинация           |
| BAFTA                          | 2003                | Лучшая женская роль                       | Чикаго                         | Номинация           |
| BAFTA                          | 2004                | Лучшая женская роль второго плана         | Холодная гора                  | Победа              |
| BAFTA                          | 2020                | Лучшая женская роль                       | Джуди                          | Победа              |
| Золотой глобус                 | 2001                | Лучшая женская роль в комедии или мюзикле | Сестричка Бетти                | Победа              |
| Золотой глобус                 | 2002                | Лучшая женская роль в комедии или мюзикле | Дневник Бриджит Джонс          | Номинация           |
| Золотой глобус                 | 2003                | Лучшая женская роль в комедии или мюзикле | Чикаго                         | Победа              |
| Золотой глобус                 | 2004                | Лучшая женская роль второго плана         | Холодная гора                  | Победа              |
| Золотой глобус                 | 2005                | Лучшая женская роль в комедии или мюзикле | Бриджит Джонс: Грани разумного | Номинация           |
| Золотой глобус                 | 2007                | Лучшая женская роль в комедии или мюзикле | Мисс Поттер                    | Номинация           |
| Золотой глобус                 | 2020                | Лучшая женская роль в драме               | Джуди                          | Победа              |
| Премия Гильдии киноактёров США | 1997                | Лучшая женская роль второго плана         | Джерри Магуайер                | Номинация           |
| Премия Гильдии киноактёров США | 2002                | Лучшая женская роль                       | Дневник Бриджит Джонс          | Номинация           |
| Премия Гильдии киноактёров США | 2003                | Лучшая женская роль                       | Чикаго                         | Победа              |
| Премия Гильдии киноактёров США | 2004                | Лучшая женская роль второго плана         | Холодная гора                  | Победа              |
| Премия Гильдии киноактёров США | 2020                | Лучшая женская роль                       | Джуди                          | Победа              |